# Franciszek Ksawery Szaniawski
Franciszek Ksawery Szaniawski (ur. 1768, zm. 1830) – duchowny rzymskokatolicki, prawnik, wykładowca na Wydziale Teologicznym Królewskiego Uniwersytetu Warszawskiego i Seminarium Głównym, scholastyk warszawskiej kapituły katedralnej w 1829 roku, wikariusz kapitulny archidiecezji warszawskiej w latach 1828–1829, członek Komisji Najwyższej Egzaminacyjnej w Królestwie w 1829 roku.

## Życiorys
Ukończył studia na Akademii Krakowskiej. Prawnik i duchowny, był członkiem zgromadzenia księży kanonistów. Od 1808 był profesorem Szkoły Prawa, a od 1817 – Uniwersytetu Warszawskiego. Od 1809 był też członkiem Towarzystwa Warszawskiego Przyjaciół Nauk.
Od 1809 Kanonik katedry warszawskiej, a od 1822 również oficjał i wikariusz generalny archidiecezji warszawskiej. Jako kanonik kapituły warszawskiej, przystąpił do Konfederacji Generalnej Królestwa Polskiego w 1812 roku. Po śmierci metropolity Wojciecha Skarszewskiego (zmarł 12 czerwca 1827), w okresie od 16 czerwca 1827 do 4 lipca 1828 sprawował też funkcję wikariusza kapitulnego.
Był autorem licznych publikacji z zakresu prawa cywilnego, handlowego i familijnego. Jest autorem tłumaczenia Kodeksu Napoleona na język polski. Jako duchowny starał się tak interpretować przepisy kodeksu, by nie były one przeciwne stanowisku Kościoła. Publikował artykuły na tematy cywilistyczne i dotyczące prawa publicznego m.in. w „Pamiętniku Warszawskim”.